# Наталска горска дървесница
Наталските горски дървесници (Leptopelis natalensis) са вид земноводни от семейство Пискунови (Arthroleptidae).
Срещат се по източното крайбрежие на Южноафриканската република.
Таксонът е описан за пръв път от шотландския лекар Андрю Смит през 1849 година.